# Catecismo de Emden
O Catecismo de Emden é um catecismo de confissão reformada/calvinista, escrito pelo reformador Jan Laski tendo como base o Catecismo de Genebra do reformador João Calvino.  

## História
O reformador calvinista Jan Laski (1499-1560) era membro de uma aristocrática família polonesa e estava destinado a uma carreira eclesiástica. Após estudar em Bolonha, esteve em Basileia, onde viveu por um ano na casa de Erasmo de Roterdã (1525). 
Converteu-se ao protestantismo na Bélgica em 1540. Dois anos depois, deixou a Polônia e seguiu para Emden, no norte da Alemanha, onde foi nomeado superintendente das igrejas da Frísia Oriental. Nesse cargo, revelou notável talento organizador e atraiu a atenção de vários reformadores. Forçado a deixar a Alemanha, foi para a Inglaterra no reinado de Eduardo VI (1548), sendo nomeado pastor da igreja de refugiados holandeses e franceses em Londres (1550). 
Através de sua amizade com o arcebispo Thomas Cranmer, tentou exercer uma influência reformada na Igreja Anglicana. No reinado de Maria I, regressou a Emden e a seguir trabalhou por breve tempo em Frankfurt. Retornou em 1556 ao seu país, onde passou os seus últimos anos.
Seu Catecismo de Emden (1554), baseado no Catecismo de Genebra, foi por sua vez usado pelos autores do Catecismo de Heidelberg. Substituiu outros catecismos usados em Emden, como a Confissão da Frísia Oriental (1528) e se tornou a norma doutrinária oficial dessa região, em cujo dialeto foi escrito.

## Características
Suas 94 perguntas abordam de modo simples e conciso os Dez Mandamentos, a Oração do Senhor, o plano de salvação, a diferença entre lei e evangelho, o Credo Apostólico, os sacramentos, a igreja e a oração. A pergunta inicial é “Por que foste criado como ser humano? – Para que eu seja uma imagem de Deus e possa conhecer, amar e servir o meu Deus”.